# Delahaye Type 105
Der Delahaye Type 105 ist ein Pkw-Modell aus den 1930er Jahren. Hersteller war Automobiles Delahaye in Frankreich.

## Beschreibung
Die Fahrzeuge wurden zwischen 1930 und 1931 hergestellt. Vorgänger war der Delahaye Type 107 M, Nachfolger Delahaye Type 122 und Delahaye Type 123.
Der Vierzylinder-Ottomotor war in Frankreich mit 10 CV eingestuft. Er leistet 32 PS. Es soll der Monoblockmotor aus dem Delahaye Type 109 mit seitlichen Ventilen und Ricardo-Zylinderkopf gewesen sein, allerdings war dieser Motor mit 8 CV eingestuft. Der Hubraum von 1745 cm³ sowie 69,5 mm Bohrung und 115 mm Hub entsprechen keinesfalls dem Type 109. Der Motor ist vorn im Fahrgestell eingebaut und treibt über ein Vierganggetriebe die Hinterachse an.
Der Radstand von 311 cm entspricht dem Type 107 M. Die Fahrzeuge wurden einerseits als Limousine angeboten, andererseits aber auch als reines Fahrgestell, damit ein Karosseriebauunternehmen einen Aufbau nach Wunsch herstellen konnte.
Das Fahrzeug war dem Chenard & Walcker F 1 M ähnlich und wurde überwiegend als Nutzfahrzeug verkauft.